# خنشار كبير
خِنْشَار كبير  أو دِيْشَار أو سرخس النسر هو نوع من السرخس يوجد في المناطق المعتدلة وشبه الاستوائية في كلا نصفي الكرة الأرضية. أدى الخفة الشديدة لأبواغها إلى انتشارها العالمي.
الخنشار الكبير هو خامس أكثر أنواع الأعشاب شيوعًا انتشارًا في العالم - يعني أن له تاريخًا طويلاً في تناوله في أجزاء كثيرة من العالم. أدت السمية والتوزيع الواسع إلى تباين المواقف الثقافية تجاه استهلاك النبات. في المملكة المتحدة ، حيث حقق نجاحًا كبيرًا ، كان الجذمور يستهلك أثناء وبعد الحرب العالمية الأولى.  ومع ذلك تنصح الجمعية الملكية البستانية الآن صراحة أن لا يستهلك بسبب السمية.  يعد من الخضروات التي تؤكل على نطاق واسع في كوريا واليابان والشرق الأقصى الروسي وأجزاء من الصين حيث كانت تاريخياً من أهم الخضروات البرية المستهلكة. ينقع الخنشار في كوريا ويسلق ويقلى وغالبًا ما يؤكل طبقًا جانبيًا (نمول).  يصنع الورابي (Warabi) في اليابان بالهلام المصنوع منه هو مكون رئيسي للحلوى المثلجة Warabimochi . تُطهى فسائل الخنشار الصغيرة على البخار أو غليها أو طهيها في الحساء وتكون بذلك نوعًا من Sansai (خضروات جبلية). تُحفَظ الفسائل أيضًا في الملح أو الساكي أو الميسو. استخدمت فسائل الخنشار لإنتاج البيرة في سبرية وبين الشعوب الأصلية في أمريكا الشمالية.  يمكن طحن الجذمور إلى دقيق لصنع الخبز. كان الجذمور يستخدم تاريخيًا في جزر الكناري لصنع عصيدة تسمى غُفْيو.

## معرض الصور

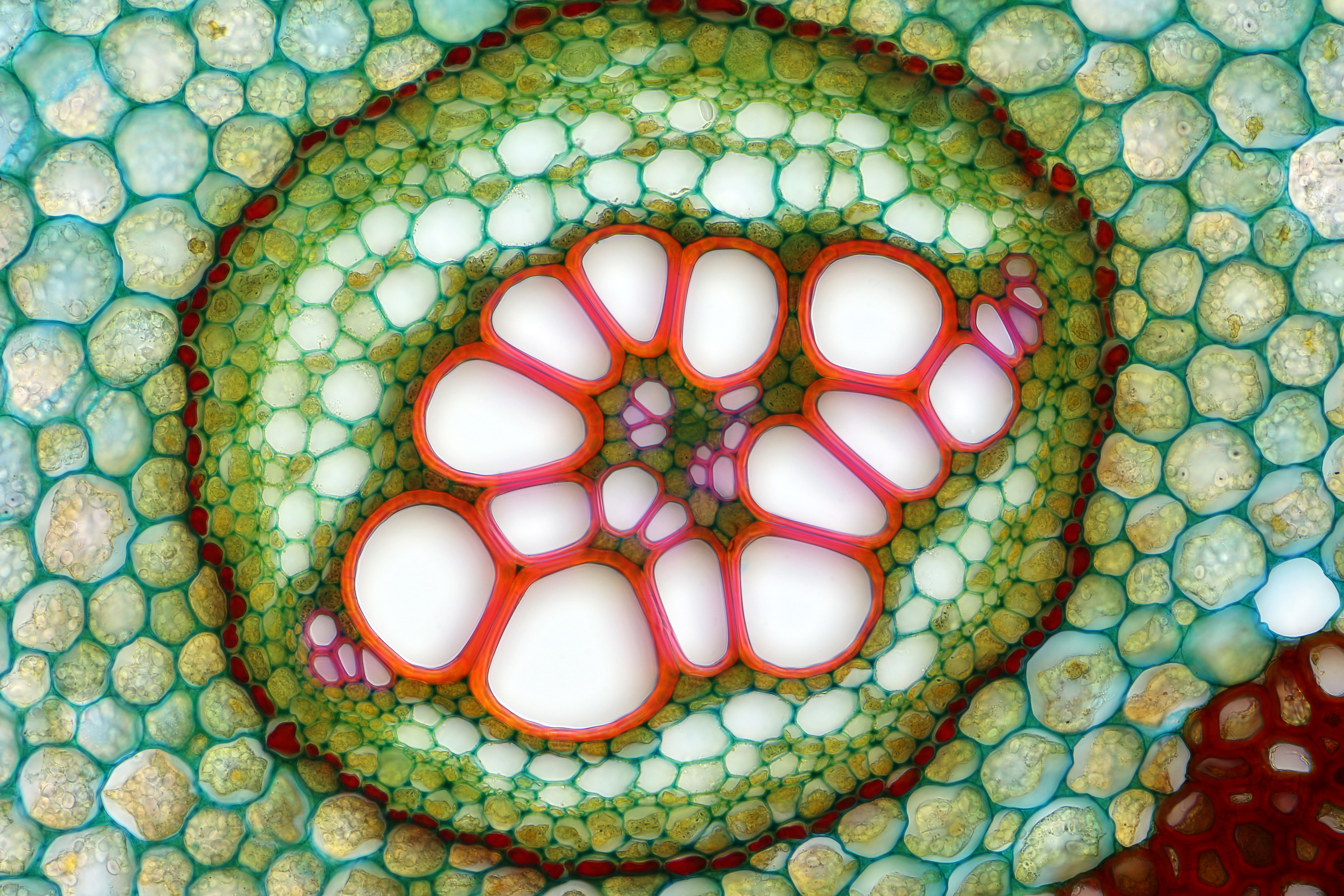
حزمة وعائيَّة مركزية الخشب في جذمور الخِنْشار كبير. الصورة مكبرةٌ باستعمال الاستجهار الضوئي.
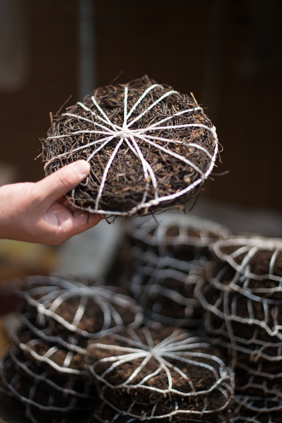
خنشار كبير مجفف في كوريا
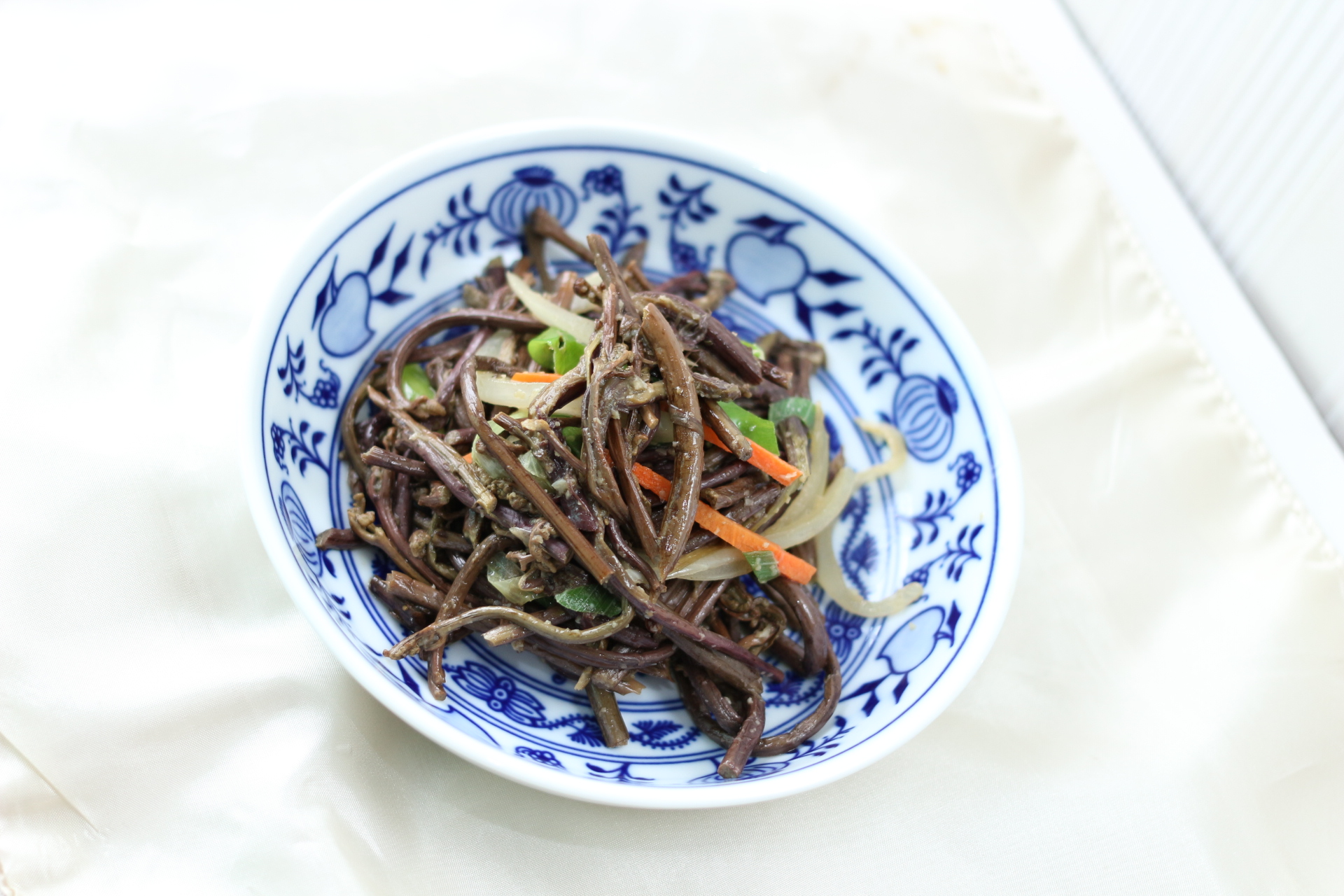